# Finlands serieförening
Finlands serieförening (finska: Suomen sarjakuvaseura ry; marknadsfört som Finlands Serieförening respektive Suomen Sarjakuvaseura) är Finlands största förening för tecknade serier, grundat 1971 Det officiella engelska namnet är The Finnish Comics Society.

## Historik
Finlands serieförening grundades i samband med en internationell (serie)utställning i Helsingfors 1971.
Finlands serieförening ger sedan 1972 ut kvartalstidskriften Sarjainfo. Man driver även Finlands serieförenings bibliotek, anordnar sedan 1979 Helsingfors Seriefestival och delar sedan 1972 ut serieutmärkelsen Kalle Träskalle-hatten. Man är även en av de huvudansvariga för Seriecentralen (Sarjakuvakeskus) i Helsingfors, grundad 2008. Dessutom publicerar man en årlig serieantologi.
Föreningen driver även flera finländska online-tjänster som kvaak.fi, sarjakuvablogit.com och 24tuntiasarjakuvaa.info. Finlands serieförening har också en samling av olika serier som man kan låna med tillstånd. Föreningen arrangerar även Nordicomics, ett projekt för att visa unga serieskapares verk utomlands.
Efter attentatet mot Charlie Hebdo i januari 2015 deltog föreningen i sympatiaktioner för de drabbade av terrordådet.

## Ordförande
Sedan grundandet 1972 har följande personer varit ordförande i föreningen:
- 1972 • Jukka Rislakki
- 1973–1975 • Ilpo Hakasalo
- 1976–1980 • Timo Reenpää
- 1981–1983 • Heikki Jokinen
- 1984–1985 • Ari Koskinen
- 1986 • Timo Reenpää
- 1987 • Juha Mustanoja
- 1988–1989 • Jukka Rissanen
- 1990–1991 • Sari Luhtanen
- 1992–1993 • Johanna Rojola
- 1994 • Ellen Kotanen
- 1995–1998 • Petri Tolppanen
- 1999 • Ville Hänninen
- 2000 • Jari Hanski
- 2001–2005 • Reija Nieminen
- 2006–2009 • Susanna Partio
- 2009–2010 • Solja Järvenpää
- 2011–2013 • Otto Sinisalo
- 2014– • Ville Hänninen